# Мјендзижеч
Мјендзижеч (пољ. Międzyrzecz) је град у Пољској у Војводству Лубушком у Повјату międzyrzecki. Према попису становништва из 2017. у граду је живело 18.310 становника.

## Становништво
| 1939.  | 1952. | 1961.  | 1976.  | 1980.  | 1996.  | 2000.  | 2005.  | 2010.  | 2015.  |
| ------ | ----- | ------ | ------ | ------ | ------ | ------ | ------ | ------ | ------ |
| 12 096 | 7 641 | 11 000 | 16 800 | 17 700 | 20 346 | 18 865 | 18 698 | 18 472 | 18 459 |

## Партнерски градови
- Reinickendorf
- Шарлотенбург-Вилмерздорф, Wilmersdorf